# Шрайби, Дрисс
Дрисс Шрайби́ (араб. إدريس الشرايبي‎; фр. Driss Chraïbi;
15 июля 1926, Эль-Джадида — 1 апреля 2007, Кре, Дром, Франция) — марокканский писатель
. Писал на французском языке.

## Биография
Образование получил в Касабланке, в 1946 году отправился в Париж, где изучал химию и психиатрию. Позже, занялся литературной деятельностью и журналистикой.
В течение 30 лет руководил программой Les Dramatiques на радио.

## Творчество
Дебютировал в 1954 году с романом «Простое прошлое» («Le passé simple»), хорошо встреченным критиками Франции. В своих произведениях, обычно основанных на автобиографических мотивах, часто затрагивал темы колониализма и расизма, конфликтов между поколениями и культурами, положению женщин, обществу потребления и др.
Кроме того, Шрайби — автор ряда триллеров, детективов, детских книг.

## Избранные произведения
Проза
- Le Passé simple, Gallimard, 1954
- Les Boucs, Gallimard, 1955
- L'Âne, Denoël, 1956
- De tous les horizons, Denoël, 1958
- La Foule, Denoël, 1961, rééd. 2016
- Succession ouverte, Gallimard, 1962
- La Civilisation, ma Mère!…, Gallimard, 1972
- Mort au Canada, Denoël, 1975
- La Mère du printemps, Seuil, 1982
- Naissance à l’aube, Seuil, 1986
- L’Homme du livre, Eddif — Balland, 1995

Детективы
- Un ami viendra vous voir, Denoël, 1967

Триллеры
- Une enquête au pays, Seuil, 1981
- L’Inspecteur Ali, Gallimard, 1991
- Une place au soleil, Denoël, 1993
- L’Inspecteur Ali à Trinity College, Denoël, 1995
- L’Inspecteur Ali et la CIA, Denoël, 1996
- L’Homme qui venait du passé, Denoël, 2004

Книги для детей
- Les Aventures de l'âne Khâl, Seuil, 1992

Мемуары
- Vu, lu, entendu, Denoël, 1998
- Le Monde à côté, Denoël, 2001

За свою литературную карьеру получил много литературных премий, в том числе премию «De l’Afrique méditerranéenne» в 1973 году; премию Франко-арабской дружбы в 1981 г .; премию Монделло за перевод книги «Рождение на рассвете» в Италии и др.